# Marselan
El marselan és un cep de raïm negre fruit de l'encreuament de cabernet sauvignon i garnatxa negra, obtingut per l'ampelògraf Paul Truel el 1961 a l'Institut National de la Recherche Agronomique (INRA) com a part d'una col·laboració amb l'École Nationele Supérieure Agronomique de Montpeller per obtenir una varietat de baies grans i molt productiva. Malgrat això, el marselan va resultar produir raïms petits i rendiments no gaire elevats. Per aquest motiu, va ser inicialment rebutjat com varietat recomanada per a la vinificació.
Els raïms són de mida gran i poc compactes. Les baies són de mida petita, allargats i de color negre violaci. Les fulles són orbiculars i amb 5, 7 o 9 lòbuls.

## Ampelografia
És una varietat de vigor moderat, de brotada tardorenca i de maduració de mitjana a tardorenca.
Està catalogada amb el número 16.383 al Vitis International Variety Catalogue (VIVC), una base de dades de diverses espècies i varietats del gènere Vitis.

## Característiques agronòmiques
És una planta ben adaptada a la sequera. Dona els millors resultats en climes càlids i sòls pobres en matèria orgànica.
És una varietat resistent al míldiu, als àcars, al coulure i a la botritis.
L'any 2009, hi havia plantades 2.375 Ha a França, principalment a la zona del Llenguadoc i del Roine. A Catalunya, un dels primers a apostar per la varietat va ser Carlos Esteve del celler Can Ràfols dels Caus, qui va plantar els primers ceps al Penedès (Barcelona) a mitjans dels anys noranta. També trobem plantacions de marselan a la Terra Alta (Tarragona).

## Característiques enològiques
El raïm marselan produeix generalment vins aromàtics amb cos, de color fosc i tons porpra, rics en tanins, perfumats i amb una aroma afruitada sobre un fons d'espècies i de cacau. Per les seves característiques, és una varietat amb bon potencial d'envelliment.

## Història
La varietat va ser redescoberta i inclosa al registre oficial de varietats el 1990, gràcies a un increment de la demanda de varietats resistents a malalties i de gran qualitat.
El nom marselan fa referència a Marsella, la comuna ubicada entre Montpeller i Besiers, llar de la col·lecció de varietats de raïm de l'Institut National de la Recherche Agronomique (INRA).

## Sinonímies
INRA 1810-68.